# Gerald Schlag
Gerald Schlag (* 8. Juni 1941 in Wiener Neustadt) ist ein österreichischer Historiker und Autor.

## Leben
Gerald Schlag, in Wiener Neustadt geboren, wuchs in dem burgenländischen Ort Hornstein auf. Nach einem Jahr Hauptschule in Eisenstadt besuchte er das BG/BRG/BORG Eisenstadt, wo er 1960 maturierte. Anschließend studierte er an der Universität Wien Geschichte, Kunstgeschichte und Geographie. Ursprünglich hatte er den Wunsch, in seinen Fächern das Lehramt auszuüben, jedoch wandte er sich schon während des Studiums der Wissenschaft zu. Nach Abfassung seiner Dissertation zum Thema Die Anfänge der Sozialdemokratischen Partei im Burgenland (1869–1927) wurde er 1967 zum Doktor promoviert.
Im selben Jahr trat er in den Dienst des Amtes der Burgenländischen Landesregierung und wurde als Bediensteter des Höheren wissenschaftlichen Dienstes dem Landesarchiv beziehungsweise der Landesbibliothek beim Amt der Burgenländischen Landesregierung zugeteilt. Nach einer Zusatzausbildung für den Höheren Bibliotheksdienst an der Österreichischen Nationalbibliothek in Wien übernahm er 1969 die Leitung der Landesbibliothek in Eisenstadt. Mit 30. August 1971 wurde er als stellvertretender Leiter in die Abteilung Allgemeine Kulturangelegenheiten versetzt. Am 1. Jänner 1989 wurde er zum provisorischen Leiter dieser Abteilung und gleichzeitig zum wirklichen Hofrat befördert. Kurz darauf erhielt er seine Definitivstellung als deren Leiter. Am 1. Juni 1990 wurde er provisorischer Leiter des Burgenländischen Landesmuseums, am 14. November zum Direktor der Burgenländischen Landesmuseen bestellt. Diese Funktion hatte er bis zu seiner Pensionierung im Jahr 2002 inne.
Von 1973 bis 1984 war er auch als Lehrer für Österreichische Geschichte für die Ausbildung an der Pädagogischen Akademie Burgenland tätig. Daneben hielt er auch Vorträge zu diesen Themen an der Burgenländischen Volkshochschule für politische Bildung. Während seiner Laufbahn als Leiter der Landesbibliothek und als Direktor des Landesmuseums schrieb Schlag mehr als 100 wissenschaftliche Arbeiten, er gab eine Anzahl von Büchern heraus und hielt zahlreiche Vorträge.

## Auszeichnungen und Ehrungen
- 2001: Festschrift für Gerald Schlag[4]
- 2013: Kulturpreis des Landes Burgenland in der Kategorie Wissenschaft
- 2014: Ehrenring der Marktgemeinde Großhöflein[5][6]
- 2024: Preisträger der Theodor Kery-Stiftung für das Lebenswerk[7]

## Schriften (Auswahl)
- Die Kämpfe um das Burgenland 1921. Österreichischer Bundesverlag für Unterricht, Wissenschaft und Kunst, Wien 1970, ISBN 978-3-215-73214-0.
- (Hrsg.): Hornstein 1271–1971. Ein Gang durch die Geschichte. Hornstein 1971.
- mit Otto Guglia: Burgenland in alten Ansichten. Österreichischer Bundesverlag, Wien 1986, ISBN 978-3-215-06066-3.
- mit Manfred Horvath und Heinz Janisch: Eisenstadt. Weitra 1995, ISBN 978-3-85252-050-6.
- „Unser Leben und Blut für die Königin ...“ Das Husaren-Regiment Fürst Paul Anton Esterházy. 1741–1763. Eisenstadt 1999, ISBN 978-3-85405-138-1.
- Aus Trümmern geboren ... Burgenland 1918–1921  (= Wissenschaftliche Arbeiten aus dem Burgenland. Band 106). 2. Auflage, Eisenstadt 2001, ISBN 978-3-85405-144-2, S. 1–543 (zobodat.at [PDF]).
- Großhöflein. Bd. 1: 1153–1921. Herausgegeben von der Marktgemeinde Großhöflein, Eisenstadt 2003, ISBN 3-85374-364-1.
- Burgenland. Vom Ersten Weltkrieg bis zur Gegenwart. Innsbruck 2025, ISBN 978-3-85218-864-5.